# Oomyzus brevistigma
Oomyzus brevistigma är en stekelart som först beskrevs av Charles Joseph Gahan 1936.  Oomyzus brevistigma ingår i släktet Oomyzus och familjen finglanssteklar. Inga underarter finns listade i Catalogue of Life.